# 6541 Yuan
6541 Yuan este un asteroid din centura principală, descoperit pe 26 februarie 1984, de Henri Debehogne.